# Гермозатвор
Защитно-герметические и герметические двери, ворота, ставни:Прил. и затворы:3.1.4 (англ. protective-hermetic and hermetic doors, gates, shutters) — устройства сооружений гражданской обороны.:Прил. Нагрузка от внешнего взрыва на защитно-герметические двери является проектным особым воздействием — создающим аварийную ситуацию с возможными катастрофическими последствиями. Особенностью таких нагрузок является изменение напряженно-деформированного состояния строительных конструкций.

## Защита и герметизация проемов в стенах

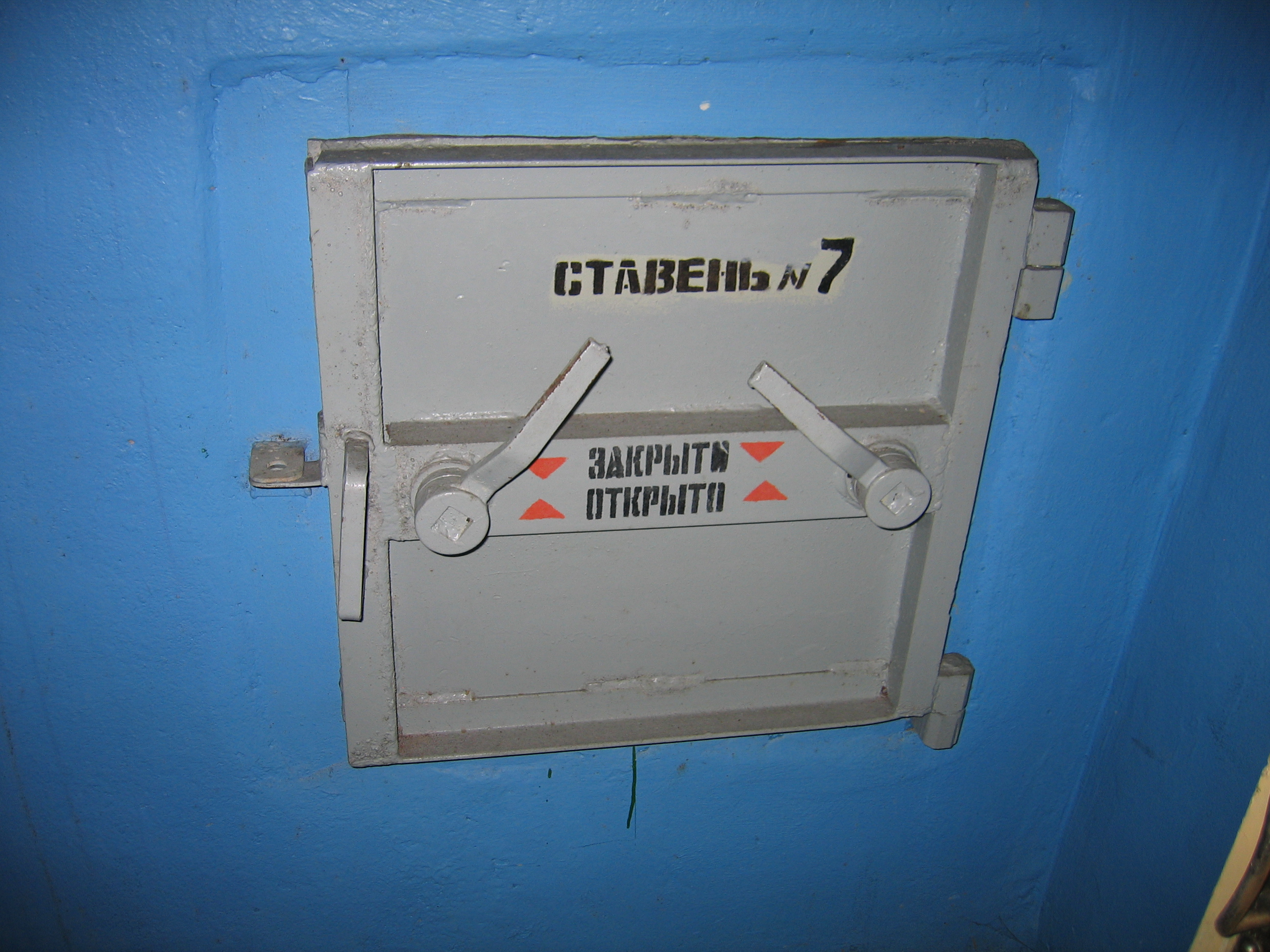
Герметический ставень аварийного выхода

Двери, ворота и ставни предназначены для перекрытия, герметизации и запирания проема.:п. 10 От других видов дверей защитные, защитно-герметические двери отличаются назначением. Наряду с некоторыми другими видами дверей (например, противопожарной) такие двери относятся к дверям специального назначения. Ворота, двери, ставни, жалюзи, решетки, экраны, шторы, предназначенные для усиления защиты собственности и личности, являются защитными конструкциями для дверных и оконных проемов.
Защитно-герметические двери, ворота и ставни должны обеспечивать герметизацию убежищ и защиту укрываемых людей от расчетного воздействия воздушной ударной волны, в том числе при действии ядерных средств поражения, фугасном действии обычных средств поражения, от обломков конструкций при разрушении вышерасположенных этажей зданий, а также от действия внешнего радиоактивного излучения и аварийно химически опасных веществ. Герметические двери, ворота и ставни должны обеспечивать герметизацию убежищ исходя из расчетного воздействия внешнего радиоактивного излучения и аварийно химически опасных веществ.:п. 10
Кроме функции герметизации и защиты, конструкции убежищ должны обеспечивать нормальный микроклимат при эксплуатации защитного сооружения. Это может обеспечиваться как самими защитно-герметическими и герметическими дверями, воротами и ставнями,:11 так и установленными дополнительно обычными.:10
В промышленности боеприпасов и спецхимии для снижения либо локализации действия факторов взрыва используются защитные двери, защитные ворота, которые относятся к классу защитных устройств. Для доступа в хранилища ценностей используются двери, обладающие регламентированными свойствами взломостойкости с сейфовым замком (сейфовыми замками), ригельной системой и рамой.

## Защита и герметизация каналов
Особенностью затвора является перекрытие канала машины, сооружения, в отличие от двери, которая перекрывает проем в стене. Исторически в качестве затворов в фортификации использовались подъёмные мосты, полотно которых при подъеме закрывало проход сквозь проездную башню. Также в башне могли устраиваться герсы в виде подъемных железных решеток. При установке вмето герс ворот конструкция проездной башни усложнялась: в проезде устраивался поворот.
Защитно-герметические затворы являются дополнительными сооружения и устройствами метрополитена, которые рассчитаны на восприятие заданных воздействий средств поражения (поражающих факторов),:3.1.4 в том числе пожаров и затопления.
Их можно увидеть на многих станциях метро перед эскалаторами и после них, а также в тоннелях. Гермозатворы выдерживают воздействие взрывной волны и способны предотвратить затопление станций и тоннелей в случае прорыва плывуна или при наводнении.
На каналы вентиляции защитных сооружений гражданской обороны устанаваливаются:
- противовзрывные защитные секции;
- расширительные камеры;
- клапаны герметические;
- клапаны избыточного давления;
- регулирующие заглушки;[1]:Прил.
- защитно-герметические затворы.[2]:10.5

При устройстве защитных сооружений гражданской обороны в подземных горных выработках устанавливаются защино-герметические и герметические перемычки.

### В Московском метрополитене
Московский метрополитен перед началом Великой Отечественной войны предполагалось использовать в качестве объекта гражданской обороны — в апреле 1941 года вышло постановление Совнаркома, согласно которому метрополитен должен был быть приспособлен под массовое бомбоубежище.
Станция метро «Маяковская» стала штабом, где проводил свои заседания Государственный Комитет Обороны при СВГК..
После войны новые станции метрополитенов СССР проектировали с учётом возможного использования потенциальным противником оружия массового поражения: атомного, химического и бактериологического. Вентиляционные шахты были оборудованы фильтрами.
Персонал Московского метрополитена никогда не проводит учения гражданской обороны. В течение 7-15 минут после объявления сигнала тревоги москвичам необходимо спуститься в метро. Затем гермозатворы закрываются.

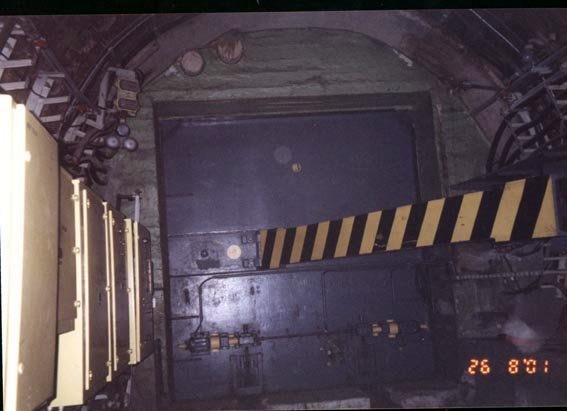
Гермозатвор в тоннеле Московского метрополитена в закрытом состоянии
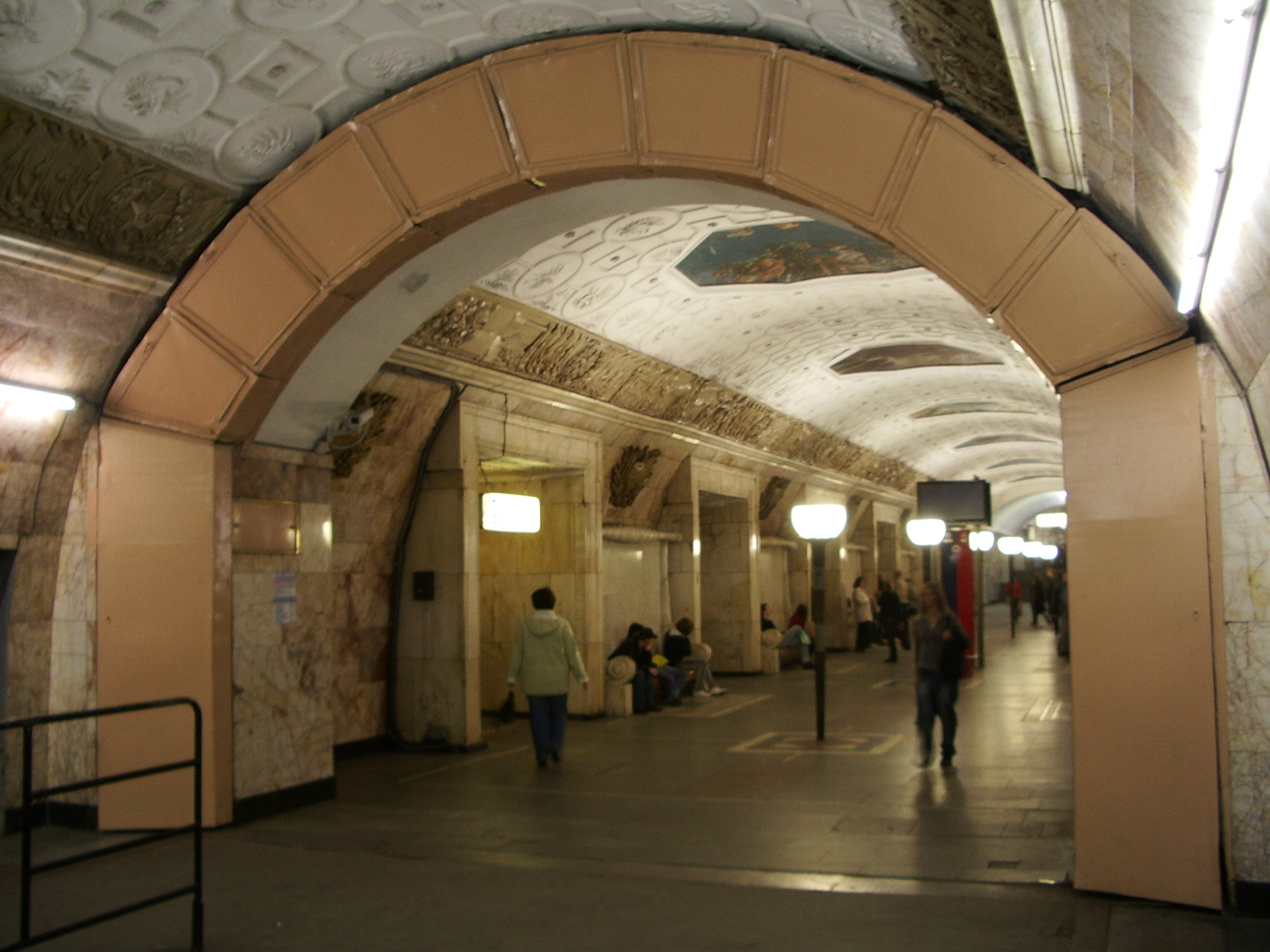
Гермозатвор на станции «Новокузнецкая» Московского метрополитена в открытом состоянии
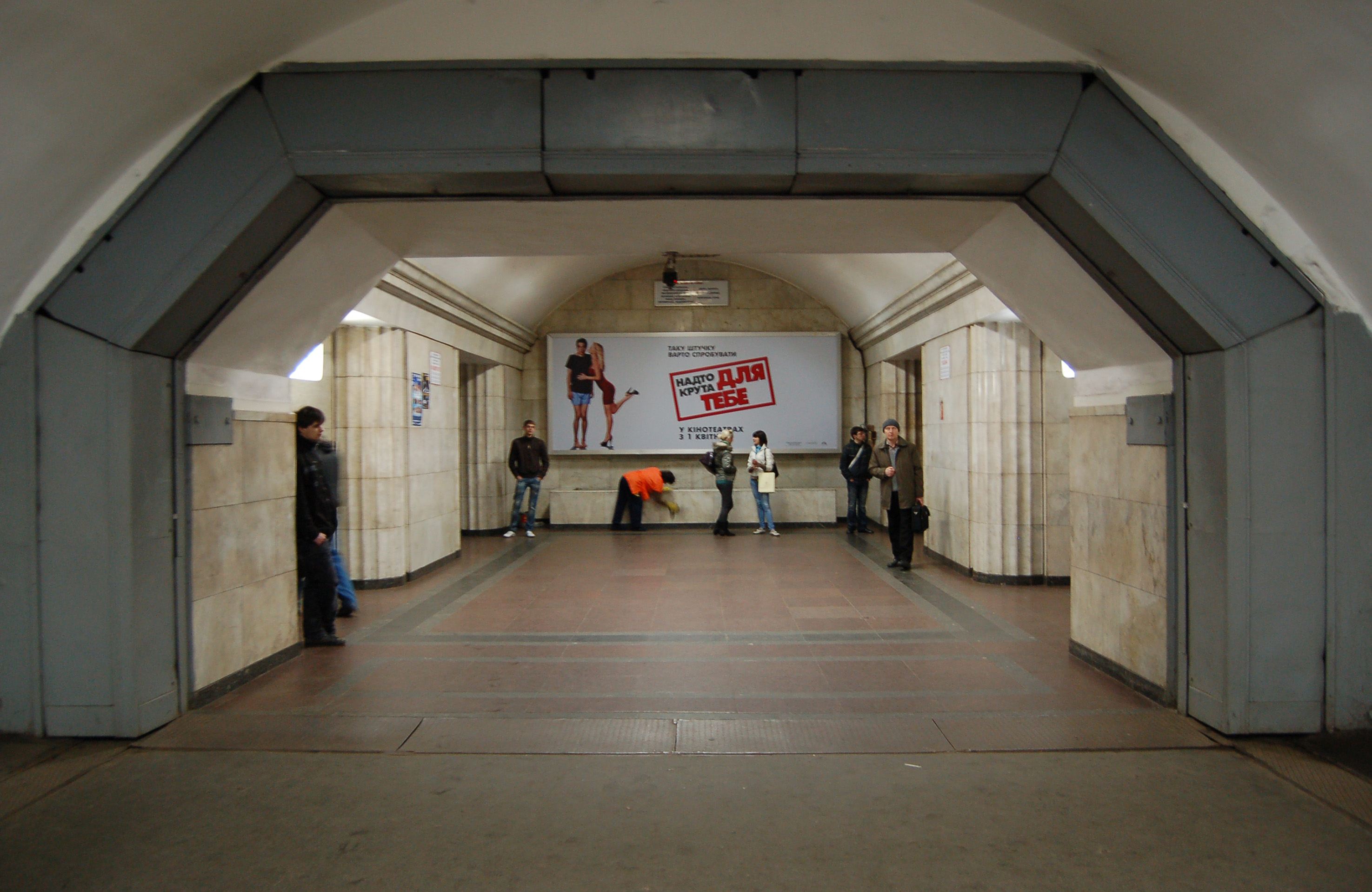
Гермозатвор станции «Арсенальная» Киевского метрополитена в открытом состоянии
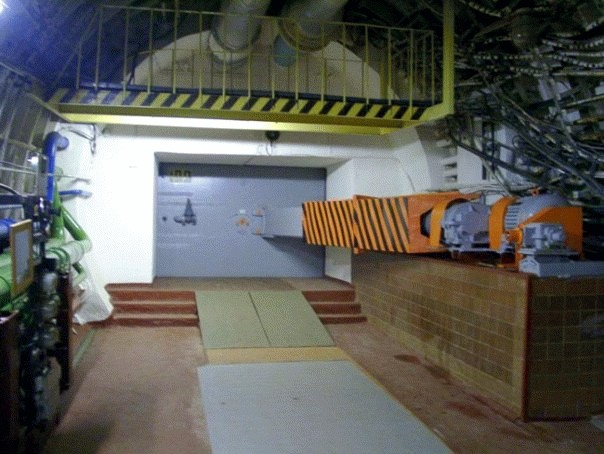
Гермозатвор в подземном бункере метрополитена в закрытом состоянии

### В литературе
О них упоминается в книгах Д. Глуховского «Метро 2033», «Метро 2034», «Метро 2035» и в других книгах серии вселенной «Метро 2033».